# Madrid
Madrid er Spaniens hovedstad og landets største by. Den har et indbyggertal på 3.416.771 (2024) indbyggere, og hovedstadsområdet (byen med forstæder) har over 6 millioner indbyggere. Målt på befolkningstal er selve byen den andenstørste i EU efter Berlin, og hovedstadsområdet er ligeledes andenstørste efter Paris. Byens areal er omkring 605 km².
Byen ligger ved Manzanares-floden på den castilianske højslette omtrent midt i landet. Den blev grundlagt i det 9. århundrede af maurerne, og den blev hovedstad under Filip 2. af Spanien i 1561. Byen blomstrede op under den spanske guldalder i det 16. og 17. århundrede, hvorfra en række af byens markante bygninger stammer. Under den spanske borgerkrig var Madrid centrum for nogle af de hårdeste kampe, der forårsagede voldsomme ødelæggelser, men byen er siden genopbygget og er nu centrum for landet inden for erhvervsliv og kultur. Den er kendt som en meget grøn by med store parkområder og andre grønne arealer, der anvendes til rekreative formål.
Blandt byens seværdigheder er nogle af de mest fremtrædende kongeslottet, Pradomuseet, Teatro Real, Buen Retiro-parken og Plaza de Cibeles; sidstnævnte er blevet en slags symbol på byen Madrid.

## Symbolik

### Etymologi
Der er flere teorier om oprindelsen af navnet "Madrid". Ifølge legenden blev byen grundlagt af Ocno Bianor, søn af kong Tyrrhenius af Toscana og Mantova, og blev i den forbindelse kaldt "Metragirta" eller "Mantua Carpetana". Andre forskere hævder, at byens oprindelige navn var "Ursaria" (latin: "Bjørnenes land") på grund af de mange bjørne, der fandtes i de omkringliggende skove.
Det ældste nedskrevne navn for byen er "Magerit", der stammer fra den fæstning, der blev opført ved Manzanares-floden i det 9. århundrede e.Kr. Navnet betyder "stedet med meget vand". Hvis denne form er korrekt, kan der være en keltisk forbindelse, idet endelsen rit kendes fra dette sprog som ritu- i betydningen "fort", mens første led i navnet er mere uklart, men kan være afledt af magos i betydningen "mark" eller stamme fra matu, der betyder "bjørn", hvorved er der skabt en forbindelse til "Ursaria".
Navnet kan spores tilbage til det 2. århundrede f.Kr., hvor romerne anlagde en bosættelse ved Manzanares-floden. Navnet på denne første landsby var "Matrice" (med en henvisning til floden gennem bosættelsen). Efter skiftende herskerforhold over området blev det umayyaderne, der i det 7. århundrede erobrede en stor del af den Iberiske Halvø og omdøbte landsbyen til "Mayrit" efter det arabiske begreb ميرا Mayra (i betydningen at vandet er "livgiver") samt den iberoromerske endelse -it, som betyder sted. Det moderne navn "Madrid" udviklede sig fra det mozarabiske "Matrit", der i nutiden bruges som demonym for folk fra byen.

### Våbenskjold og byflag
Hovedelementerne i Madrids våbenskjold er en sort bjørn, der strækker sig op ad stammen på et jordbærtræ for at få fat på dets frugter. Bjørnen kan spores tilbage til slaget ved Las Navas de Tolosa i 1212 mellem Alfons 8. af Castilien og almohaderne, hvortil Madrids bystyre sendte en afdeling soldater til støtte for den kristne konge. Disse tropper bar ifølge samtidige krøniker et banner, der identificerede dem, og som viste en stående bjørn på en sølvfarvet baggrund.[kilde mangler]
I 1222 var der en strid mellem Madrids gejstlighed og bystyre om retten til de afgrøder, der kunne høstes fra markerne og skovene omkring byen. Kong Alfons afgjorde striden således, at bystyret fik skovene, og kirken fik markerne. Bystyret var så tilfreds med dette, at det straks ændrede våbenskjoldet til også at indeholde et træ. Årsagen til, at der er tale om et jordbærtræ, er usikker, idet denne træsort oprindeligt ikke har været særlig markant i området; der er muligvis tale om en forveksling med et nældetræ, der var mere udbredt og også har røde frugter. Men i historiens løb er det blevet en vedtaget sandhed, at der er tale om et jordbærtræ, og for at leve op til dette er der plantet mange jordbærtræer i byen.[kilde mangler]
Rundt om det centrale motiv med bjørnen og træet ses syv sølvfarvede stjerner, hvilket henviser til stjernebilledet Store Bjørn, hvori Karlsvognen består af syv klare stjerner. Øverst ses en krone som symbol på det spanske kongerige.[kilde mangler]
Byflaget er karmoisinrødt med våbenskjoldet i centrum.

## Historie

### Oprindelse og tidlig middelalder
Det område, som Madrid er beliggende på, har været beboet siden præhistorisk tid, og man der er arkæologiske fund af karpetanske bosættelser, romerske huse, en visigotisk basilika nær kirken Santa María de la Almudena og tre visigotiske nekropoler ved Casa de Campo, Tetúan og Vicálvaro. I romertiden tilhørte Complutum-stiftet (det nuværende Alcalá de Henares), og da visigoterne fik magten i landet, opstod der en landsby på dette område. Den nuværende by har rødder tilbage til den muslimske periode i det 9. århundrede, hvor Muhammad 1. af Córdoba lod opføre et lille palads, hvorpå nu det kongelige palads ligger. Rundt om paladset opførte araberne et citadel, ikke langt fra Manzanares-floden. Fæstningen var én af en række lignende befæstninger, som Mohammad lod opføre på grænsen mellem Al-Andalus og kongerigerne León og Castilien for at beskytte Toledo mod invasion fra kristne styrker samt som udgangspunkt for muslimske angreb. Det er fra den periode, de første historiske vidnesbyrd om byen findes. Efter Córdoba-kalifatets opløsning blev Madrid en del af Toledo-taifaen.
I 1085 indtog den kristne kong Alfons 6. af Léon og Castilien byen og citadellet i sin march mod Toledo. Han omdannede den stedlige moske til kristen kirke tilegnet jomfruen af Almudena og gjorde byen til en del af kongeriget Castilien. De kristne overtog nu byens centrum efter muslimerne, som sammen med jøderne måtte slå sig ned i forstæderne. I 1188 fik Madrid byrettigheder med repræsentation ved hoffet i Castilien. I 1202 gav Alfons 8. af Castilien byen ret til egen rådsforsamling.
I 1329 forsamledes Cortes Generales for første gang i byen for at rådgive Alfons 11. af Castilien. Efter uro og en omfattende brand lod Henrik 3. af Castilien i slutningen af det 14. århundrede byen genopbygge, idet han selv tog bolig uden for bymurene i paladset El Pardo. I det 15. århundrede endte en århundredlang strid mellem kongerigerne Castilien og Aragonien med giftermålet i 1469 mellem de katolske monarker, Isabella og Ferdinand, der blandt andet beseglede denne forsoning med et pompøst indtog i Madrid. Indtil da havde de sefardiske jøder og maurere fået lov til fortsat at bo i byen, men da det forenede Spanien under sidste del af reconquistaen mod slutningen af det 15. århundrede havde held til at tage magten i det sidste mauriske område på den iberiske halvø omkring Granada, blev disse befolkningsgrupper også fordrevet fra Madrid.

### Moderne tid
Under Comunerosoprøret (1520-21) gik Madrid med i oprøret mod Karl 5., der var kejser af det tysk-romerske rige og konge af Spanien, men efter nederlaget i slaget ved Villalar blev Madrid belejret og indtaget af kongens tropper. Karl var dog storsindet over for byen og gav den titel af Coronada ("kronet") og Imperial. Da Frans 1. af Frankrig blev taget til fange i slaget ved Pavia, blev han holdt fængslet i Madrid. Frans måtte skrive under på Madrid-aftalen, der var meget ydmygende for Frankrig; Frankrig undsagde da også senere aftalen.
I juni 1561 havde Madrid 30.000 indbyggere. Filip 2. flyttede sit hof fra Toledo til Madrid og indrettede sig i det gamle slot. Som følge heraf blev Madrid nu kongerigets politiske centrum og har siden været hovedstad i landet, bortset fra en kort periode (1601-06), hvor Filip 3. flyttede hoffet til Valladolid. Statussen som hovedstad var afgørende for Madrids udvikling. Et kendt udtryk markerede denne identitet: "Sólo Madrid es corte" ("Madrid er det eneste hof") som dog også kan forstås modsat "Madrid es sólo corte" ("Madrid består kun af hoffet").
Under Filip 3. og Filip 4.'s herredømme oplevede Madrid en kulturel guldalder med store personligheder som Miguel de Cervantes, Diego Velázquez, Francisco de Quevedo og Lope de Vega.
Karl 2.'s død markerede indledningen på den spanske arvefølgekrig. I denne strid støttede Madrid Filip af Anjou i hans krav på kronen som Filip 5. Byen blev i 1706 og igen i 1710 besat af portugisiske tropper, som proklamerede ærkehertug Karl af Østrig som spansk konge under navnet Karl 3., men på trods af dette forblev Madrid loyal over for Filip 5.
Filip lod opføre flere markante bygninger i byen, herunder Palacio Real, Den Kongelige Gobelinfabrik og de vigtigste af de kongelige akademier. Men den vigtigste konge af huset Bourbon var Karl 3., der blev kendt som "den bedste borgmester i Madrid". Karl påtog sig fra midten af det 18. århundrede opgaven at transformere byen til et niveau svarende til de øvrige betydelige hovedstæder. Han sørgede blandt andet for anlæggelsen af kloakker, indførelse af gadebelysning og flytning af kirkegårde uden for bymuren. Han stod også bag opførelsen af flere monumenter (blandt andet Puerta de Alcalá og Cibeles-springvandet) og kulturinstitutioner, herunder Pradomuseet, den kongelige botaniske have og det kongelige observatorium. Skønt han er kendt for at være en af Madrids største velgørere, var begyndelsen af Karl 3.'s regeringstid slet ikke fredelig, idet han i 1766 måtte nedkæmpe Esquilache-oprøret, en konservativ revolte anstiftet af adelen og præsteskabet mod Karls reformplaner, som blandt andet ville ophæve beklædningsdekretet, så kapperne blev kortere, og man ikke havde hatte, der dækkede ansigterne; begge dele havde til hensigt at reducere antallet af forbrydelser i byen.
Karl 3. var populær i befolkningen i modsætning til sin søn, Karl 4., fra hvis regeringstid man i Madrid primært husker tilstedeværelsen af Francisco Goya, der portrætterede både det folkelige liv og hoffet.

### Det 19. århundrede til nutiden
27. oktober 1807 underskrev Karl 4. og Napoleon 1. af Frankrig Fontainebleau-aftalen, som lod franske tropper passere gennem spansk territorium for at blive forenet med den spanske hær i en invasion af Portugal, som havde nægtet at gå med i en international blokade af England. Mens dette stod på, opstod mytteriet i Aranjuez (17. marts 1808), hvorefter kronprinsen overtog magten i landet under navnet Ferdinand 7. Imidlertid var Madrid allerede besat af Joachim Murat, da Ferdinand vendte tilbage til hovedstaden, hvorpå både far og søn reelt blev holdt fangne af den franske hær. Napoleon udnyttede de spanske bourboners problemer og tvang far og søn til at slutte sig til ham i Bayonne, hvortil Ferdinand ankom 20. april.
I fraværet af de to konger blev situationen mere og mere anspændt i Madrid. Da Murat forlangte yderligere medlemmer af kongefamilien deporteret til Bayonne, samlede en folkeskare sig 2. maj 1808 foran det kongelige palads for at forhindre deportationen. Det kom til tumulter, hvor menneskemængden kom i kamp med de veludrustede franske tropper i byens gader, og mange borgere blev dræbt eller såret, men også en del soldater måtte lade livet. De efterfølgende repressalier var brutale. På Paseo del Prado og markerne ved Moncloa-paladset blev hundredvis af patrioter skudt på ordre fra Murat, hvis de var blevet taget til fange med våben i hånd. Hændelserne blev foreviget i blandt andet malerier som Goyas Den tredje maj 1808 og afspejler undertrykkelsen, der afsluttede den folkelige opstand 2. maj.
Den spanske selvstændighedskrig mod Napoleon affødte, trods de sidste enevældige krav under Ferdinand 7.'s regering, en ny stat baseret på liberale og borgerlige tanker, åben for nye tanker, der strømmede ind fra det øvrige Europa. Madrid blev som spansk hovedstad påvirket af disse strømninger som ingen andre byer og blev fyldt med teatre, cafeer og aviser. Madrid blev hyppigt forandret af revolutionære bølger og erklæringer som Vicálvaro i 1854, anført af general Leopoldo O'Donnell, som førte til et par progressive år. Imidlertid havde Madrid i begyndelsen af det 20. århundrede udviklet sig mere til en lilleby end til en moderne storby. I løbet af den første tredjedel af det 20. århundrede blev byens befolkningstal næsten fordoblet, så der boede 950.000 mennesker der. Nye forstæder som Las Ventas, Tetuán og El Carmen blev hjemstæder for tilstrømningen af arbejdere, mens Ensanche blev middelklassens bydel i Madrid.
Den spanske grundlov (1931) var den første, der eksplicit kundgjorde, at Madrid var landets hovedstad.
Madrid var under den spanske borgerkrig (1936-39) skueplads for en række af de voldsomste kampe. Republikanerne havde fra 1936 hovedsæde i byen, der derfor var målet for nationalisterne under ledelse af general Franco. I byens vestlige forstæder fandt en altafgørende kamp sted i november 1936, og det var under borgerkrigen, at byen blev mål for historiens første systematiske luftbombardement mod civile i Europa (japanerne havde inden da som de første i verdenshistorien bombet civile i Shanghai fra fly). Madrid var belejret under hele den tre år lange borgerkrig, og det blev nationalisternes erobring af byen i slutningen af marts 1939, der endegyldigt betød afslutningen af krigen til fordel for Francos nationalistiske diktatur.
Under det økonomiske boom i Spanien fra 1959 til 1973 gennemgik Madrid en enestående udvikling, såvel befolkningsmæssig som økonomisk, og blev den spanske by med højeste BNI pr. indbygger og tredjehøjeste i Vesteuropa. Byområdet blev udvidet ved at overtage nabokommuner, hvorved det nåede den nuværende udstrækning på 607 km². Det sydlige Madrid blev stærkt industrialiseret, og der foregik en massiv tilflytning af landarbejdere til hovedstaden. Madrids nyopførte nordvestlige område blev hjemstedet for den nye blomstrende middelklasse, der opstod i kølvandet på det spanske økonomiske mirakel, mens den sydøstlige del af byen blev det iøjnefaldende hjemsted for arbejderklassen, og som blev basis for en kulturel og politisk reform.
Med Francos død og indførelsen af en demokratisk regering forblev Madrid med grundloven fra 1978 landets hovedstad. Kommunalvalget i 1979 førte til den første demokratisk valgte borgmester i Madrid siden den anden republik under borgerkrigen. Madrid var hjemsted for nogle markante begivenheder gennem de følgende år, heriblandt massedemonstrationerne til støtte for demokratiet efter det mislykkede kupforsøg 23. februar 1981. Efter at de første demokratisk valgte borgmestre tilhørte venstrefløjen (Galván og Gallardo), blev magten i byen efterhånden mere konservativ (Sahagún, del Manzano, Ruiz-Gallardón, Botella). Byen nød godt af stigende velstand i 1980'erne og 1990'erne og har frem mod i dag konsolideret sin position som en af de vigtige økonomiske, kulturelle, industrielle, uddannelsesmæssige og teknologiske centre på det europæiske kontinent.

## Byens ledelse
Byrådet i Madrid består af 57 medlemmer, heriblandt borgmesteren, der for tiden er José Luis Martínez-Almeida fra partiet Partido Popular. Borgmesteren er leder af byrådet.
Byrådet er folkevalgt og har ansvaret for byens økonomi, valg og afsættelse af borgmesteren, vedtagelse og ændring af dekreter og bestemmelser, godkendelse af budgetter, ledelse af byens service, beslutning om deltagelse i fælleskommunale organisationer med mere. Den daglige ledelse klares af et magistrat bestående af borgmesteren, viceborgmesteren og otte andre medlemmer af byrådet. Nu om stunder forestås den daglige ledelse af en magistrat bestående af overborgmesteren, økonomiborgmesteren og otte andre medlemmer af byrådet.
Partido Popular har historisk set haft stor indflydelse på politikken i Madrid, og specielt har partiet siddet på borgmesterposten konstant siden 1989. Ved lokalvalget i 2011 fik partiet 31 af byrådets 57 pladser og dermed det absolutte flertal. Det socialdemokratiske Partido Socialista Obrero Español fik 15 pladser, det venstreorienterede parti Izquierda Unida 6 pladser, mens Unión, Progreso y Democracia fik de sidste 5 pladser.
Borgmester Botella har siddet på posten siden 2011, hvor den hidtidige borgmester, Alberto Ruiz-Gallardón, også fra Partido Popular, efter parlamentsvalget trak sig fra borgmesterposten for at blive landets justitsminister. Ved lokalvalget i samme år beholdt Botella som Partido Populars spidskandidat borgmesterposten med en samlet tilslutning på 49,6 % (31 af de 57 pladser), og partiet vandt i alle valgdistrikter på nær to.
Som hovedstad, regeringsby og residensby for kongen er Madrid ligeledes det politiske center for hele Spanien.

### Administrativ inddeling
Madrid er administrativt opdelt i 21 distrikter (distritos), som igen er opdelt i 128 kredse (barrios).
| 1 2 3 4 5 6 7 8 9 10 11 12 13 14 15 16 17 18 19 20 21                     |
| Madrids opdeling i distrikter. Numrene refererer til listen ved siden af. |

1. Centro
2. Arganzuela
3. Retiro
4. Salamanca
5. Chamartín
6. Tetuán
7. Chamberí
8. Fuencarral-El Pardo
9. Moncloa-Aravaca
10. Latina
11. Carabanchel
12. Usera
13. Puente de Vallecas
14. Moratalaz
15. Ciudad Lineal
16. Hortaleza
17. Villaverde
18. Villa de Vallecas
19. Vicálvaro
20. San Blas
21. Barajas

### Hovedstadsområdet
Hovedstadsområdet Madrid består af selve byen Madrid samt 40 omgivende kommuner. Det havde i 2010 en samlet befolkningstal på 6,359 millioner og dækker et areal på 5.336 km². Det er det befolkningsmæssigt største storbyområde i Spanien.
Som ved de fleste andre storbyområder af tilsvarende størrelse kan man opdele Madrid-området i to, hvad angår urbanisering:
- Indre ring (primera corona): Alcorcón, Leganés, Getafe, Fuenlabrada, Coslada, Alcobendas, Pozuelo de Alarcón, San Fernando de Henares
- Ydre ring (segunda corona): Villaviciosa de Odón, Parla, Pinto, Valdemoro, Rivas-Vaciamadrid, Torrejón de Ardoz, Alcalá de Henares, San Sebastián de los Reyes, Tres Cantos, Las Rozas de Madrid, Majadahonda, Boadilla del Monte

De største forstæder ligger mod syd og generelt ved de store indfaldsveje til byen.
De større byområder i storbyområdet er følgende:
| Byområde                                                   | Areal (km²) | Befolkning (bef.) | Tæthed (bef./km²) |
| ---------------------------------------------------------- | ----------- | ----------------- | ----------------- |
| Madrid – Majadahonda                                       | 996,1       | 3.580.828         | 3.595,0           |
| Móstoles – Alcorcón                                        | 315,1       | 430.349           | 1.365,6           |
| Fuenlabrada – Leganés – Getafe – Parla – Pinto – Valdemoro | 931,7       | 822.806           | 883,1             |
| Alcobendas                                                 | 266,4       | 205.905           | 772,9             |
| Arganda del Rey – Rivas-Vaciamadrid                        | 343,6       | 115.344           | 335,7             |
| Alcalá de Henares – Torrejón de Ardoz                      | 514,6       | 360.380           | 700,3             |
| Colmenar Viejo – Tres Cantos                               | 419,1       | 104.650           | 249,7             |
| Collado Villalba                                           | 823,1       | 222.769           | 270,6             |

## Geografi og natur

### Beliggenhed
Byen ligger ved floden Manzanares i centrum af landet mellem de autonome landsdele Castilien og Leon og Castilien-La Mancha. Den ligger i Castilien på Meseta-højsletten i en højde af 667 m.o.h., hvilket gør byen til den højestbeliggende hovedstad i EU.[kilde mangler] Nordvest for byen ligger bjergkæden Sierra de Guadarrama. Mod øst ligger Henares-dalen, hvorigennem vejen og jernbanen mod Zaragoza og Barcelona går. Omkring 50 km mod syd ligger Toledo, der, før Madrid blev en betydende by, var den vigtigste by i området.

### Landskab
Landskabet i regionen Madrid er meget varieret. Bjergkæden Sierra de Guadarrama med toppe på omkring 2.000 m med Peñalara på 2.430 m som det højeste punkt ligger i udkanten af byen mod nordvest, hvorfra den strækker sig sydvest-nordøst. Der findes også græsarealer med spredte træer brugt til dyrehold (såkaldte dehesas) samt lavtliggende sletter. Der findes endvidere større områder med skove med blandt andet fyr, pyrenæisk eg og steneg samt områder med dyrkning af planter som korn.
Selve byen er kendt for sine mange grønne områder. I byen er der 3.300 hektar parkområder inden for bygrænsen, hvilket svarer til cirka 11,5 m² per indbygger - pænt over de øvrige storbyer i Europa (fx London med 8 og Paris med 9 m² per indbygger).

### Natur
Faunaen i området omfatter blandt andet en stor koloni munkegribbe, og mange af de sidste spanske kejserørne findes her.

### Klima
Madridregionen har et tempereret middelhavsklima med relativt kolde vintre og temperaturer, der ofte falder under 0 °C. Der er sporadiske snefald de fleste år. Somrene er ofte varme med temperaturer over 35 °C i juli, af og til op til 40 °C. Pga. Madrids høje beliggenhed og tørre klima er nattemperaturerne ofte kølige, hvilket giver et lavere gennemsnit i sommermånederne. Disse ekstremer giver anledning til ordsproget Nueve meses de invierno, tres meses de infierno (ni måneder med vinter, tre måneders helvede). Den højeste temperatur, der er målt i byen, er 40,6 °C, hvilket forekom 10. august 2012, mens den laveste temperatur stammer fra 16. januar 1945 og var på -10,1 °C.Nedbørsmængderne er ret lave, men der falder dog nedbør hele året. Sommer og vinter har de tørreste måneder, mens der falder mest nedbør om efteråret og foråret.

## Økonomi

### Økonomisk udvikling
Med kongens udnævnelse af Madrid til Spaniens hovedstad mod slutningen af middelalderen opnåede byen en voldsom økonomisk vækst. Da Spanien i lighed med mange andre europæiske lande centraliserede kongemagten, fik Madrid stor magt som centrum for landets styre. Dette affødte blandt andet, at byen tiltrak håndværkere i stort antal, og i det 19. århundrede fortsatte udviklingen med den industrielle revolution. I det 20. århundrede tog byen yderligere store skridt på det økonomiske område, særligt efter den spanske borgerkrig, og nåede efterhånden et industrialiseringsniveau svarende til de fleste andre europæiske hovedstæder. Byens økonomi var baseret på forskellige former for produktion, heriblandt køretøjer, flyvemaskiner, kemiske produkter, elektronik, farmaceutiske produkter, forarbejdede fødevarer, trykkeri- og læderprodukter.

### Seneste årtier
Madrid er et internationalt forretnings- og handelscentrum. Byen er et af Europas største finanscentre og det største i Spanien. I perioden 1992-2006 skete der en omfattende vækst inden for servicesektoren. Blandt de vigtigste områder er services rettet mod andre virksomheder, fulgt af transport, kommunikation, ejendomshandel og finansvirksomhed. Disse brancher udgør alene 51 % af Madrids bruttoindkomst og 62 % af indkomsten i servicesektoren. Særlig markant i denne sammenhæng er Madrid-Barajas Lufthavn med det største bidrag fra en enkelt virksomhed til byens økonomi. I perioden op til 2006 stod boligbyggeri og offentlige anlægsarbejder af ringveje og jernbaner for en betydelig del af byens økonomi.
Efterhånden som Spanien er blevet mere politisk decentraliseret, er Madrids rolle som administrativt centrum faldet i sammenligning med resten af landet. På trods heraf havde storbyområdet Madrid den største økonomiske vækst i Spanien i perioden 2004-06 med en vækstrate på 1,4 procentpoint over landsgennemsnittet og næsten 13 procentpoint over gennemsnittet i Eurozonen.
Madrid var i 2005 den 23. rigeste og den tredjerigeste i Europa målt på absolut BNI med 188 milliarder US$; foran lå de betydeligt større byer Paris og London med henholdsvis 460 og 452 milliarder US$, mens de næste europæiske byer på listen, Moskva og Barcelona havde BNI på 181 og 148 milliarder US$. Regner man i BNI per indbygger, har Madrid-regionen det højeste niveau blandt Spaniens autonome regioner med en indeksværdi på 133,9 % af EU-gennemsnittet på 25.800 € (dvs. 34.572 €).
Madrid var i 2008 nummer elleve på listen over de vigtigste byer inden for finans og handel og nummer fem i Europa. På dette tidspunkt var byen i klar fremgang med en stigning på listen fra samlet nummer seksten fra året forinden. Blandt forklaringerne på denne placering nævnes stabil BNI og valutakurs, et stærkt obligationsmarked samt høj levestandard. Byen er en af de bedste på den iberiske halvø til at tiltrække investeringer og arbejdskraft udefra. Gennemsnitsmånedslønnen i Madrid var i 2007 på 2.004 €, betydeligt over gennemsnittet i Spanien på 1.686 €. I 2012 var Madrid placeret som nummer 30 i verden målt på gennemsnitsindkomsten; hovedstaden havde siden 2011 byttet plads med Barcelona, der i 2012 var nummer 29.
Byen er hovedsæde for størstedelen af de store spanske selskaber og ligeledes tre af verdens 100 største virksomheder (Telefónica, Repsol-YPF, Endesa).

## Uddannelse
Uddannelser er basalt set gratis i Spanien, og der er undervisningspligt fra 6- til 16-årsalderen. Det nuværende uddannelsessystem kaldes LOE (Ley Orgánica de Educación).

### Universiteter
I Madrid finder man en række offentlige og private universiteter. Nogle af dem er blandt de ældste i verden, og flere af dem hører til de meste prestigefyldte universiteter i Spanien.
Universidad Complutense de Madrid er det største universitet i Spanien og et af de ældste i verden. Det har 10.000 ansatte og 117.000 studerende. Næsten hele det akademiske personale er spansk. Universitetet har to campusser, henholdsvis i Ciudad Universitaria i Moncloa og i Somosaguas. Complutense-universitetet blev grundlagt i Alcalá de Henares af kardinal Cisneros i 1499, men det har rødder endnu længere tilbage, til 1293, hvor kong Sancho 4. af Castilien opført Alcalás almene skole, som udviklede sig til Cisneros' universitet. Omkring 1509-10 var der allerede fem fakulteter i gang: Artes y Filosofía (humaniora og filosofi), Teología (teologi), Derecho Canónico (kanonisk ret), Letras (filologi) og Medicina (medicin). I 1836 under Isabella 2. flyttede universitetet til Madrid, hvor det fik navnet Centraluniversitetet og fik hjemsted i San Bernardo-gaden. Senere, i 1927, blev der planlagt et nyt universitet til opførelse i Moncloa-Aravaca på et areal, der var skænket af kong Alfons 13. til formålet. Under den spanske borgerkrig blev dette område krigszone, og flere fakulteter blev ødelagt, lige som en del af de naturvidenskabelige, humanistiske og bibliografiske materialer gik tabt. I 1970 reformerede regeringen de højere uddannelser, og Centraluniversitetet blev til Universidad Complutense. Det var på samme tid, at man etablerede den nye campus i Somosaguas til at huse det nye samfundsvidenskabsfakultet. Universidad Complutense søges af en stor gruppe udenlandske studerende, der ønsker at studere i Spanien.
Universidad Politécnica de Madrid, det polytekniske universitet, er det mest prestigefyldte tekniske universitet i Spanien og blev dannet ved sammenlægningen af flere ingeniørskoler.
Universidad Autónoma de Madrid, grundlagt i 1968 under ledelse af fysikeren Nicolás Cabrera, har sin styrke inden for teoretisk fysik og jura, men tilbyder en bred vifte af universitetsuddannelser. Det har campus lidt nordøst for centrum i nærheden af bydelene Alcobendas, San Sebastián de los Reyes, Tres Cantos og Colmenar Viejo.
Universidad Carlos III de Madrid har som filosofi at skabe fritænkere med fornemmelse for sociale problemer og deltagelse i samfundsudviklingen baseret på frihed, retfærdighed og tolerance. Blandt hovedstadsregionens andre markante universiteter kan nævnes Universidad de Alcalá, der er genopstået i byen, hvorfra Complutense Universidad oprindeligt stammer, 35 km nordøst for centrum, det katolske Universidad Pontificia Comillas samt det kongelige musikkonservatorium.
Blandt handelshøjskolerne regnes IE Business School på grænsen mellem bydelene Chamartín og Salamanca som et af verdens bedste af slagsen og blev blandt andet vurderet som Europas bedste i 2012 af Financial Times. De to andre mest markante handelshøjskoler i byen er campusser fra Barcelona-skolerne IESE Business School og ESADE Business School.

## Infrastruktur
Madrid har en højtudviklet kommunikationsinfrastruktur, hvilket har gjort den spanske hovedstad til et trafikknudepunkt for ikke bare Spanien, men store dele af det sydlige Europa. Byen har et veludbygget motorvejsnet med både ringveje og udfaldsveje og er centrum for det spanske jernbanenet, hvilket er med til at sikre let adgang til både de nærtliggende områder og fjernereliggende steder både i og uden for Spanien. Byen er en af de største knudepunkter i verden for højhastighedstog. Madrid er desuden hjemsted for Madrid-Barajas Lufthavn, der er Spaniens vigtigste lufthavn og en af de største i verden.

### Lufttransport
Den vigtigste lufthavn er Madrid-Barajas Lufthavn, der ligger i den nordøstlige del af byen, 12 kilometer fra centrum, nabo til distriktet Barajas. Den fungerer som port fra den iberiske halvø til resten af Europa, Amerika og den øvrige verden. Lufthavnen er den travleste i Spanien og hub for Iberia Airlines. I 2012 var den nummer nitten på listen over lufthavne målt på passagerer med et antal på næsten 45 millioner. Siden 2006 har lufthavnen haft fire terminaler og fire landingsbaner.
Der findes to mindre lufthavne i tilknytning til byen: Torrejón Luftbase (en militærbase, der også i mindre omfang betjener civile fly) nordøst for centrum og Cuatro Vientos Lufthavn sydvest for centrum.
I 2007 annoncerede bystyret i Madrid opførelsen af yderligere to lufthavne til ibrugtagning fra 2016. Opførelsen af den første, Campo Real, blev påbegyndt syd for byen, men så indtraf eurokrisen, som Spanien har været blandt de hårdest ramte lande af, og byggeriet gik i stå. Lufthavnen står nu delvist opført som en spøgelseskonstruktion. Den anden planlagte lufthavn skulle ligge i sydvest og erstatte Cuatro Vientos.

### Jernbaner
Det offentlige jernbaneselskab RENFE driver næsten alle jernbanelinjer i Spanien. Nærbanenettet i Madrid-området er Cercanías, som også drives af RENFE. Dette net er på 339,1 km. De vigtigste banegårde i Madrid er Atocha i syd samt Chamartín i den nordlige del af byen.
Spaniens store, langsigtede plan på jernbaneområdet er indførelse af højhastighedstog, Alta Velocidad Española (AVE) på alle de vigtigste strækninger. Planen, der omfatter omkring 7.000 km jernbanestrækninger, er i første omgang centreret om forbindelserne til og fra Madrid, hvor Atocha fungerer som knudepunkt. Målet er, at ingen af de vigtige provinsbyer skal have længere end fire timers rejsetid til Madrid. Foreløbig har man indført højhastighedstog fra Madrid til Barcelona, Valladolid, Sevilla, Huesca, Albacete, Valencia, Alicante og Malaga, mens andre strækninger er under anlæggelse, heriblandt strækningen til Lissabon i Portugal.

### Metro
Med et befolkningsmæssigt grundlag på over seks millioner er Madrid Metro er en af de mest omfattende og hurtigst udviklende undergrundsbaner i verden. Med 292 km banestrækning og 300 stationer er det den næstlængste undergrundsbane i Vesteuropa efter London og den sjettelængste i verden. Metroen et tæt forbundet med Cercanías-nettet, så 22 af nærbanens stationer samtidig er metrostationer med let forbindelse for de rejsende. Det totale antal passagerture, der blev gennemført i 2012, var 601 millioner. Det samlede antal ture, der blev foretaget med offentlig transport i Madrid-området i 2010, var 1,5 milliarder.
I 2007 blev metronettet udvidet med et letbanesystem, Metro Ligero, som foreløbig består af tre linjer på 27,8 km med 38 stationer.
Metroen ejes og kontrolleres af Madrid by og region i fællesskab. Trods de seneste års dybe økonomiske krise i Spanien sker der fortsat udvikling af metrosystemet, både med linjeføringen og stationerne. En af grundene hertil var byens bud på at blive vært for sommer-OL 2020, som man dog tabte til Tokyo. En anden årsag til udviklingen skyldes åbningen af den fjerde terminal i Barajas-lufthavnen, hvilket medførte behovet for en ny linje. Et nyt økonomisk tiltag i 2013 er sponsorering af linje 2, hvor teleselskabet Vodafone betalte €3 millioner over tre år for at få sit logo og navn vist.

### Busser
Det tredje element i det offentlige transportudbud i den spanske hovedstad er busserne, der i 2013 havde et rutenet på 3.690 km fordelt på 217 ruter og transporterede 440 millioner passagerer. Busnettet drives af Empresa Municipal de Transportes de Madrid (EMT), som stammer fra 1947.

### Veje
Madrid er det vigtigste knudepunkt for Spaniens motorvejsnet, og byen har fire motorringveje: M-30, M-40, M-45 og M-50. Den inderste, M-30 på 32,5 km, omkranser de centrale distrikter og er på en betydelig del af sin strækning anlagt under jorden. M-40 på 69,3 km ligger lidt længere fra centrum (omkring 10 km herfra i gennemsnit), M-45 på 27 km er ikke en fuld rundkreds og går fra den sydlige indfaldsvej A-5 østom til A-2 mod nordøst, og endelige er M-50 på 85 km den yderste af byens ringveje med en gennemsnitlig afstand fra centrum på 13,5 km.
De traditionelle hovedindfaldsveje til Madrid er følgende:
| Skiltning | Navn                 | Rute                                                                                |
| --------- | -------------------- | ----------------------------------------------------------------------------------- |
| A-1       | Autovía del Norte    | Madrid – Aranda de Duero – Burgos – Miranda de Ebro – Vitoria – San Sebastián       |
| A-2       | Autovía del Nordeste | Madrid – Guadalajara – Zaragoza – Lérida – Barcelona                                |
| A-3       | Autovía del Este     | Madrid – Valencia                                                                   |
| A-4       | Autovía del Sur      | Madrid – Córdoba – Sevilla – Jerez – Cádiz                                          |
| A-5       | Autovía del Suroeste | Madrid – Talavera de la Reina – Navalmoral de la Mata – Mérida – Badajoz – Portugal |
| A-6       | Autovía del Noroeste | Madrid – Medina del Campo – Benavente – Astorga – Ponferrada – Lugo – La Coruña     |
| A-42      | Autovía de Toledo    | Madrid – Illescas – Toledo                                                          |

De nævnte indfaldsveje er imidlertid karakteriseret ved, at der er mange til- og afkørsler tæt på Madrid, lige som de som regel går gennem befolkede områder, hvilket giver begrænsninger i tilladt hastighed. For at tilgodese fjerntrafikken er nogle af vejene derfor på strækningerne tættest på hovedstaden omlagt til betalingsveje med færre til- og afkørsler. Det gælder følgende:
| Skiltning | Navn               | Rute                                          |
| --------- | ------------------ | --------------------------------------------- |
| R-2       | Autopista Radial 2 | Madrid (M-40)—M-50—Guadalajara (A-2)          |
| R-3       | Autopista Radial 3 | Madrid (M-30)—Arganda del Rey (A-3)           |
| R-4       | Autopista Radial 4 | Madrid (M-50)—Aranjuez—Ocaña (A-4/A-40/AP-36) |
| R-5       | Autopista Radial 5 | Madrid (M-40)—Navalcarnero (A-5)              |
| M-12      | Eje aeropuerto     | Madrid (M-40)—M-11—Lufthavnsterminal 4—A-1    |

### Forsyning og miljø
Vandforsyningen til Madrid kommer for størstedelens vedkommende (72 %) fra en række reservoirer og inddæmninger af Lozoya-floden (en biflod til Tajo), administreret af Canal de Isabel II, en offentlig virksomhed, der stammer fra 1851. Virksomheden er ansvarlig for forsyningen, spildevandsrensning og bevaring af Madrid-regionens naturlige vandresourcer.
Bortskaffelse af affaldet i byen foretages af en række private firmaer, heriblandt FCC, Sacyr og OHL.

## Demografi
| År                                                        | Byen      | Regionen  | %     |
| --------------------------------------------------------- | --------- | --------- | ----- |
| 1897                                                      | 542.739   | 730.807   | 74,27 |
| 1900                                                      | 575.675   | 773.011   | 74,47 |
| 1910                                                      | 614.322   | 831.254   | 73,90 |
| 1920                                                      | 823.711   | 1.048.908 | 78,53 |
| 1930                                                      | 1.041.767 | 1.290.445 | 80,73 |
| 1940                                                      | 1.322.835 | 1.574.134 | 84,04 |
| 1950                                                      | 1.553.338 | 1.823.418 | 85,19 |
| 1960                                                      | 2.177.123 | 2.510.217 | 86,73 |
| 1970                                                      | 3.120.941 | 3.761.348 | 82.97 |
| 1981                                                      | 3.158.818 | 4.686.895 | 67,40 |
| 1991                                                      | 3.010.492 | 4.647.555 | 64,78 |
| 2001                                                      | 2.938.723 | 5.423.384 | 54,19 |
| 2005                                                      | 3.155.359 | 5.964.143 | 52,90 |
| 2009                                                      | 3.255.944 | 6.386.932 | 50,98 |
| 2010                                                      | 3.272.049 | 6.458.684 | 50,68 |
| 2011                                                      | 3.265.038 | 6.489.680 | 50,31 |
| Kilde: INE Arkiveret 8. december 2013 hos Wayback Machine |           |           |       |

Med udnævnelsen af Madrid til hovedstad i midten af det 16. århundrede begyndte byens befolkningsmæssige udvikling at tage fart. Denne udvikling fortsatte støt indtil 1970'erne, hvor den med ca. 3 millioner indbyggere stabiliserede sig. Befolkningsstørrelsen faldt endda en smule indtil midten af 1990'erne. Dette fænomen delte byen med flere andre europæiske storbyer og skyldtes blandt andet, at en del af de mennesker, der havde boet i selve byen, i den periode flyttede til nærtliggende satellitbyer. En anden årsag kunne være en dæmpning i den økonomiske udvikling i Europa i den periode.
Fra midten af 1990'erne steg befolkningen igen markant, hvilket blandt andet skyldtes en øget immigration, som også sås i andre områder af den vestlige verden, samt en genrejsning af den spanske økonomi. Således steg byens befolkning med mere end 270.000 personer på fem år fra 2001 til 2005 (se tabellen til højre).
Som landets hovedstad har Madrid tiltrukket immigranter fra det meste af verden. Omkring 84,0 % af byens befolkning var ved årsskiftet 2011-12 indfødte spaniere, mens de resterende 16,0 % havde anden oprindelse. Antallet af indbyggere med fremmed oprindelse faldt lidt i løbet af 2011; andelen af ikke-spaniere var dog fortsat lidt større i Madrid end i Spanien som helhed, hvor andelen var på 12,2 %.
Størstedelen af ikke-spanierne kom fra Amerika (i særdeleshed fra Syd- og Mellemamerika), i alt 41,3 %, en næsten lige så stor andel stammede fra resten af Europa, i alt 38,7 %. Desuden stammede 12,3 % fra Afrika og 7,6 % fra Asien. Ser man nærmere på de lande, hvorfra indvandrerne kom, er Rumænien den store leverandør med 21,1 % af samtlige registrerede ikke-spaniere, fulgt af Ecuador, Marokko, Colombia, Peru, Kina, Bolivia og Dominikanske Republik.
De distrikter, der har de største andele af ikke-spansk baggrund, er Usera (28,37 %), Centro (26,87 %), Carabanchel (22,72 %) og Tetuán (21,54 %). Der bor relativt færrest ikke-spaniere i Fuencarral-El Pardo (9,27 %), Retiro (9,64 %) og Chamartín (11,74 %).
Et studie foretaget af Unión de comunidades islámicas de España viste, at der i 2012 levede omkring 250.000 indbyggere med muslimsk baggrund i Madrid, svarende til 8 % af byens indbyggere. Den klart største del af disse var indvandrere eller efterkommere af indvandrere fra Marokko og andre afrikanske lande. Mere end 52 % af denne gruppe havde spansk statsborgerskab.
Kønsfordelingen i byen i 2012 var 53 % kvinder og 47 % mænd, mens aldersfordelingen samme år var som følger: 0-14 årige udgjorde 13,39 %, 15-30 årige 18,12 %, 30-60 44,6 % og over 60 år 23,89 %.

## Kultur
Som hovedstad for Spanien er Madrid en by af stor kulturel og politisk vigtighed. Selvom byen har en moderne infrastruktur har den bibeholdt et historisk præg i mange bydele og gader. Vigtige steder inkluderer det enorme Kongelige palads i Madrid, Teatro Real (det kongelige teater) med dets i 1850 restaurerede operahus, Buen Retiro-parken (grundlagt i 1631), den imponerende 1900-tals bygning der huser Nationalbibliotek (grundlagt i 1712), et arkæologiske museum af international standard, og tre store kunstmuseer: Pradomuseet, Museo Nacional Centro de Arte Reina Sofía og Thyssen-Bornemisza museum.
Efter genindførelsen af demokrati i Spanien i 1975 og Spaniens indtræden i den Europæiske Union, har Madrid spillet en stigende rolle for Europas økonomi.

### Arkitektur
Mere information om kirker kan findes i afsnittet herunder.
Det er meget begrænset, hvad der findes tilbage af middelalderbygninger i Madrid. Historiske dokumenter fortæller, at byen var omgivet af en bymur og havde et slot (Alcázar) placeret på det sted, hvor Palacio Madrid nu ligger. Blandt de få bevarede eksempler på middelalderarkitektur er de mudéjariske tårne på San Nicolás- og San Pedro el Real-kirkerne, Luján-familiens palads på Plaza de la Villa, den gotiske kirke San Jerónimo el Real, der er en del af et kloster opført af katolske monarker i det 15. århundrede, samt Biskoppens Kapel.
Tilsvarende er der ikke mange eksempler på renæssancearkitektur i byen. De mest markante eksempler er Cisneros-huset ved Plaza de la Villa, Segovia-broen samt Las Descalzas Reales-klosteret, hvis spartanske ydre ikke afslører de imponerende kunstskatte, der befinder sig indenfor.
Da Filip 2. flyttede sit hof til Madrid i 1561, indledtes en række reformer, som havde til hensigt at forvandle byen til en hovedstad, der fortjente denne titel. Reformerne fik udtryk i Plaza Mayor, som blev tegnet af Juan de Herrera (der også er kendt for El Escorial) og Juan Gómez de Mora og er karakteriseret ved sin symmetri og enkelhed. Pladsen er fra overgangen mellem klassicisme og barok. Desuden var det nu forsvundne kongeslot Alcázar udtryk for reformerne – slottet skulle blive det næstmest imponerende i kongedømmet.
Herreras store projekt var skabelsen af det kongelige renæssanceslot El Escorial, som han overtog efter Juan Bautista de Toledos død. Det store palads ligger ca. 45 km nordvest for Madrid og blev opført 1563-84, og det står som eksponent for overgangen mellem renæssancen og barokken. Det var inspiration for mange bygningsværker i hovedstaden i perioden, der fulgte. Perioden var præget af velstand og de habsburgske kongers interesse for at udvikle hovedstaden. Dette medførte, at en række markante bygninger blev opført i slutningen af det 16. og i det 17. århundrede, og at der derfor er et stort udvalg af barokbygninger i byen.
Det hyppigst anvendte materiale var mursten, og de beskedne facader står i kontrast til de kunstfærdige interiører. Juan de Mora skabte markante bygninger som Casa de la Villa, kongens fængsel, Palacio de los Consejos og La Encarnación-klosteret. Palacio del Buen Retiro er et nu stort set forsvundet slot skabt af Alonso Carbonel. Det lå på det sted, hvor nu Buen Retiro-parken ligger, og havde imponerende værelser dekoreret af de bedste kunstnere fra Filip 4.'s tid (Velázquez, Carducci, Zurbarán). Colegio Imperial blev en vigtig uddannelsesinstitution drevet af jesuiterordenen, og bygningens kuppel blev efterlignet over hele Spanien, takket være de ret billige materialer, der var brugt til dens konstruktion.
Inden bourbonernes overtagelse af tronen var Pedro de Ribera en af de betydeligste arkitekter i Madrid. Han indførte i senbarokken churriguereskstilen, der er karakteriseret ved en overdådighed af ornamenter på bygningernes eksteriør. Eksempler på denne stil ses på Cuartel del Conde-Duque, det historiske museum, Montserrat-kirken og Toledo-broen.
Indtoget af bourbonerne markerede en ny æra i byen. Da det gamle slot, Alcázar, brændte, fik Filip 5. en undskyldning for at opføre et nyt og mere moderne palads på samme grund. Det blev Filippo Juvarra, der fik til opgave at skabe det nye kongeslot, og han lod sig inspirere af et projekt til Louvre i Paris, som ikke var blevet valgt. Juvarra døde dog, inden opførelsen begyndte, og hans elev, Sacchetti, overtog arbejdet, hvorefter han foretog betydelige ændringer på det endelige værk.
Karl 3. var en af de store bygherrer i Madrids historie. Han satte gang i opførelsen af Prado-museet (tegnet af Juan de Villanueva), som oprindelig skulle have været naturhistorisk museum, Puerta de Alcalá, San Francisco el Grande-basilikaen, Real Casa de la Aduana og byens hospital (alle skabt af Francesco Sabatini) samt den botaniske have. Stilen på den tid var nyklassicisme, som også kan ses på hovedstrøget Paseo del Prado, der med sine omgivende haver og mange statuer af mytologiske guder er et eksempel på aktiv byplanlægning.
Det 19. århundrede markerede økonomisk nedgang i Spanien efter den spanske arvefølgekrig, og det er begrænset, hvad der blev opført af markante bygningsværker i Madrid i denne periode, med det kongelige teater som en undtagelse. Mod slutningen af århundredet opstod en ny bølge af mudéjarstilen, som blandt andet Escuelas Aguirre er repræsentant for.
I anden halvdel af det 19. århundrede begyndte Madrid for alvor at få vokseværk, hvilket blev håndteret med Castro-planen og anlæggelsen af nye distrikter som Salamanca, og byplanlæggeren Arturo Soria y Mata stod bag planen om den lineære by, som til en vis grad blev indført. Fra overgangen til det 20. århundrede skiftede stilarterne ofte, og der kan i Madrid findes eksempler på Wiener Secession (fx Cibeles-paladset), eklekticisme (fx Krystalpaladset og Atocha-banegården), rationalisme (fx Musikpaladset), nygotik/nyromantik (Almudena-katedralen), art deco (fx Telefónica-bygningen) og ekspressionisme (fx Carrión-bygningen).
Borgerkrigen i midten af 1930'erne medførte store skader på byens bygninger, heriblandt på Complutense-universitetet. I årene derefter stod flere borgmestre bag ødelæggelsen af store dele af den gamle by og Ensanche, og i stedet blev der opført talrige boligblokke med anonym arkitektur. Samtidig blev der opført bygningsværker i fascistisk ånd, monumentale, heroiske og særdeles symbolske projekter, som man kendte fra Tyskland under nazismen. To eksempler på dette er Sejrsbuen og luftvåbenets hovedkvarter, der ligger side om side.
Under fascismen blev der også bygget en række skyskrabere, hvoraf Torre de Madrid fra 1957 ved opførelsen var Europas højeste bygning. Efter fascismens fald og det økonomiske opsving blev der igen opført meget høje bygninger i Madrid, blandt andet Torre Picasso, de to tvillingetårne, der udgør Puerta de Europa (Europaporten) samt de fire tårne, der former Cuatro Torres Business Area.

### Kirker
Madrid har en betragtelig mængde katolske kirker, hvoraf nogle hører til de fineste, religiøse, kunstneriske frembringelser i Spanien.
Den ældste fortsat eksisterende kirke i byen er San Nicolas de los Servitas, hvis klokketårn kan dateres tilbage til begyndelsen af det 12. århundrede; kirken og tårnet kan tidligere have været del af en maurisk moske. Den næstældste kirke er San Pedro el Real, som kan dateres tilbage til begyndelsen af det 14. århundrede.
Den gotiske San Jerónimo el Real fra begyndelsen af det 16. århundrede ligger nu ved siden af El Prado-museet, og barok-søjlegangen fra det nedlagte tilhørende kloster er nu bygget ind i museet, hvor det huser en del af museumsudstillingerne.
San Isidro el Real fra begyndelsen af det 17. århundrede fungerede i godt et århundrede (1885-1993) som byens domkirke, indtil Almudena stod færdig. San Isidros indre besmykninger blev i stort omfang ødelagt under borgerkrigen, men kisten med liget af byens skytshelgen, sankt Isidor, og urnen med hans hustru Maria Torribia undgik ødelæggelse.
La Encarnación er et augustinerkloster, der primært var for nonner fra adelige familier, og det er overdådigt pyntet med freskomalerier og skulpturer. Selve bygningen er skabt af Alberto de la Madre de Dios, mens interiøret er af Francisco Bayeu y Subías og Ventura Rodríguez.
Den lidt undselige Real Ermita de San Antonio de la Florida kaldes undertiden "Goyas Sixtinske Kapel", idet Francisco Goya har skabt kirkens freskoer.
Real Basílica de san Francisco el Grande fra anden halvdel af det 18. århundrede er skabt af Francesco Sabatini og har en enorm kuppel, er med 33 m i diameter er den femtestørste i den kristne arkitektur. Kirken er indviet til Frans af Assisi. Også denne kirke har et imponerende interiør, der indbefatter malerier af Goya og Zubarán.
Byens nuværende domkirke (siden indvielsen i 1993) er Catedral de la Almudena. Den er 102 m lang og 73 m høj, og dens opførelse var meget lang tid undervejs, idet grundstenen blev lagt i 1883. Den lange tilblivelsesproces har betydet, at der kan spores en række forskellige stilarter i bygningen: Nyklassicistisk ydre, nygotisk interiør, nyromansk krypt og nybyzantinske malerier i apsis. Kirken er opført på det sted, hvor der engang lå en maurisk citadel. Den blev indviet af pave Johannes Paul 2. og er den eneste kirke i Spanien, der er indviet af en pave.

### Kunst

#### Skulpturer i bybilledet
I Madrids gader finder man et væld af skulpturer. Museet for udendørs skulpturer findes på den store avenue Paseo de la Castellana og er dedikeret til abstrakte værker, heriblandt Eduardo Chillidas Sirena Varada (Strandet havfrue).
Siden det 18. århundrede har Paseo del Prado været udsmykket med en stribe klassiske springvand skabt af Ventura Rodríguez, blandt andet Fuente de Neptuno og Fuente de Apolo. Ligeledes findes med start tilbage i det 17. århundrede en række fornemme rytterstatuer, især af landets konger; på Plaza de Oriente finder man den mest berømte af disse forestillende Filip 4., projekteret af Velázquez, fremstillet af Pietro Tacca med videnskabelige råd af Galileo Galilei.
Mange af Buen Retiro-parken er rene skulpturelle scenografier. Derfra kan nævnes værker som Fuente del Ángel Caído (Den faldne engel-springvandet) af Ricardo Bellver samt Alfons 12.-monumentet af José Grases Riera.
Af mere moderne og kommercielt tilsnit kan nævnes nogle neonreklamer, der har lange historier og er blevet fredede, så som Schweppes-reklamen i Plaza de Callao og Tio Pepe-reklamen i Puerta del Sol.

#### Museer
Madrid har en række museer, der nyder verdensomspændende anerkendelse. Først og fremmest kan nævnes "kunstens gyldne trekant" ved Paseo del Prado bestående af de tre kunstmuseer Prado, Museo Reina Sofia og Museo Thyssen-Bornemisza.
Prado er et museum og kunstgalleri, der indeholder en af verdens fineste samlinger af europæisk fra det 12. til tidligt i det 19. århundrede, baseret på den tidligere kongelige samling. Her finder man de mest omfattende samlinger af Goya, Velázquez, El Greco, Rubens, Tizian, Hieronymus Bosch, José de Ribera og Patinir. Dertil kommer værker af Rogier van der Weyden, Rafael, Tintoretto, Veronese, Caravaggio, van Dyck, Albrecht Dürer, Claude Lorrain, Murillo og Zurbarán blandt mange andre.
Museo Reina Sofia er Spanien nationale museum for kunst fra det 20. århundrede, primært spansk kunst. Blandt de mest kendte kunstnere er Pablo Picasso, Salvador Dalí, Joan Miró, Juan Gris og Julio González. Det i særklasse mest kendte værk på museet er Picasso enorme maleri Guernica. I museet finder man endvidere et stort kunstbibliotek åbent for offentligheden.
Det historiske "hul", der er mellem de to øvrige museer, fyldes ud af det private Museo Thyssen-Bornemisza, der blandt andet har impressionistiske og ekspressionistiske værker samt amerikanske og europæiske malerier fra anden halvdel af det 20. århundrede.
Ud over disse kan nævnes kunstmuseet og galleriet Real Academia de Bellas Artes de San Fernando, der har en fin samling af kunstværker fra 15. til 20. århundrede af kunstnere som Rubens, Bellini, Correggio, Zubarán, Murillo, Goya, Gris og Serrano. Museet er også hovedkvarter for Madrids Kunstakademi.
Kongeslottet Palacio Real, der ikke længere er kongelig residens, men udelukkende bruges til repræsentative formål, er åbent for offentligheden, der ud over det luksuriøse interiør kan opleve historiske kunstværker samt samlinger af historiske våben, sølvtøj, ure, gobeliner og den største samling Stradivarius-violiner i verden.
Blandt de historiske museer kan nævnes det nationale arkæologiske museum med samlinger, der strækker sig fra forhistorisk tid til middelalderen. Blandt museets mest populære opstillinger er en replika af Altamira-hulen, Dame de Elche og Dama de Baza (kvindefigurer fra ca. 400 f.Kr.) samt Guarrazar-skatten (7. århundrede). Et andet historisk museum er Museo de América med samlinger fra hele det amerikanske kontinent strækkende sig fra stenalderen til nutiden.

### Rekreative områder
Som nævnt under Landskab har Madrid en lang række grønne områder, der i stort omfang anvendes til rekreative formål. Byens måske mest populære og kendte park er Buen Retiro-parken på 1,4 km² på et område, der hørte til det nu forsvundne Retiro-palads. Det ligger tæt på Puerto de Alcalá og ikke så langt fra Pradomuseet. Søen i parken anvendes i stor udstrækning til bådsejlads. I parken finder man også De afdødes skov, der er et monument til ære for de omkomne under terrorangrebet den 11. marts 2004 i Madrid.
Tæt på Retiroparken finder man Atocha-banegården, der ud over sine jernbanefunktioner også huser en 4.000 m² stor indendørs have med over 500 plantearter og damme med guldfisk og skildpadder.
I den vestlige ende af byen ligger Casa de Campo på mere end 17 km². Her finder man blandt andet byens zoo, forlystelsesparken Parque de Atracciones og et stort, offentligt, udendørs svømmebassin foruden en kabelbane i højde med trætoppene.
Real Jardín Botánico de Madrid er den kongelige botaniske have, som man finder ved Plaza de Murillo, tæt ved Pradomuseet. Til haven er knyttet forskningsfaciliteter.
Det nuværende kongelige slot, Palacio Real, er omgivet af tre store grønne områder. Mod øst op til Teatro Real ligger Plaza de Oriente med tre store haver: De centrale haver, Cabo Noval-haverne og Lepanto-haverne. Mod nord ligger Sabatini-haverne i nyklassicistisk stil med skarpt klippede hække og høj grad af symmetri og inkluderer en sø med springvand og kongestatuer. Mod vest ligger de store Campo del More-haver på 20 hektar i romantisk stil inspireret af engelsk havearkitektur.
Monte de El Pardo er en skov, der ligger inden for byområdet. Det er en af de mest velbevarede mediterrane skove i Europa og er udpeget som fuglebeskyttelsesområde af EU. Her lever en række dyr i det fri, så som hjorte, vildkatte og vildsvin, i vegetation med kristtjørn, korkeg, ask, sortpoppel, eg og ene.
Endelig kan nævnes flodparken, der strækker sig langs Manzanares-floden på en ti kilometer lang strækning. Heri ligger blandt andet Arganzuela-parken, der har en lang række gang- og cykelstier, Salón de Pinos, hvor der er mange områder til fx aerobic-øvelser, og ved Puente de la Praga-broen er der tennis- og padeltennisbaner.

### Sport
Madrid er hjemby for fodboldklubben Real Madrid, der har hjemmebane på Santiago Bernabéu med en tilskuerkapacitet på 85.454. Klubben er en af de mest prestigefyldte fodboldklubber i verden (FIFA har udpeget klubben som den mest succesfulde i det 20. århundrede), og den har blandt andet vundet 33 nationale titler samt 13 Champions League/mesterholdstitler. Reals lokale rival er Atlético de Madrid, der også har mange fans i byen, og som blandt andet har vundet ni nationale mesterskaber og to UEFA Europa League-titler. Atlético har hjemmebane på Estadio Vicente Calderon med plads til 54.960 tilskuere. Ud over de to store klubber hører yderligere to klubber fra La Liga hjemme i Madrid: Rayo Vallecano og Getafe CF.
Nogle af de mest kendte tidligere og nuværende spanske fodboldspillere stammer fra Madrid, heriblandt Emilio Butragueño, Fernando Torres, Raúl og Iker Casillas. Madrids bidrag til fodbolden understreges af, at byen var værtsby for finalen i VM 1982.
Byen er også hjemby for to af landets største basketballhold, Real Madrid Baloncesto, der har vundet 30 nationale mesterskaber og Euroleague-titler, og CB Estudiantes, der blandt andet har fire spanske cup-sejre.
Madrid Open er en af de vigtigste tennisturneringer efter grand slam-turneringerne og spilles i Caja Mágica i Manzanares-parken. I samme område har det spanske formel 1-team HRT F1 hjemsted.
Byen er ligeledes hjemsted for Circuito Permanente Del Jarama, en motorsportbane, der tidligere har været vært for det spanske Grand Prix (1967-1981).
Historisk set har byen været endemålet for cykelløbet Vuelta a España på samme måde, som Paris er det i Tour de France.
Det er muligt at dyrke skisport i de nærtliggende bjerge Sierra de Guadarrama, hvor skisportsstederne Valdesquí og Navacerrada ligger.
Madrid har flere gange budt på at blive vært for de olympiske lege; det gælder 1972, 2012, 2016 og 2020, men har ikke fået værtskabet i nogen af tilfældene. Der afholdes to store årlige motionsløb i byen: Madrid Marathon (maraton) og San Silvestre Vallecana (10 km).
Madrid har været vært for adskillige store enkeltbegivenheder inden for sport, heriblandt fire Champions League-finaler i fodbold og VM i landevejscykling 2005 samt en række andre verdensmesterskaber og europæiske mesterskaber inden for forskellige sportsgrene.
I byen ligger Las Ventas, landets største tyrefægterarena, der har plads til omkring 25.000 tilskuere. Der afholdes tyrefægtning her mellem marts og oktober – under San Isidro-festivalen fra midten af maj til begyndelsen af juni samt på nationale fridage i resten af sæsonen er der arrangementer hver dag. Arenaen stammer fra 1929 og er opført i neo-mudéjar-stil. Las Ventas bruges uden for tyrefægtningssæsonen også som koncertarena og til andre formål.

### Musik
Auditorio Nacional de Música er byens vigtigste koncerthus for klassisk musik med en stor sal med plads til mere end 2000 tilskuere samt en mindre sal til kammermusik. Her har Spaniens nationalorkester og Chamartín Symfoniorkester hjemme, og huset bruges desuden til koncerter med Madridregionens Orkester og Madrid Symfoniorkester samt til arrangementer med tilrejsende orkestre.
Teatro Real er den førende operascene i Madrid og ligger lige ud for kongeslottet, og dets faste orkester er Madrid Symfoniorkester. På teatret opføres omkring sytten operatitler om året (såvel egne produktioner som co-produktioner med andre store europæiske operascener) foruden to-tre store balletforestillinger samt flere koncerter.
Teatro de la Zarzuela bruges primært til opførelser af zarzuela-stykker (en traditionel spansk musikteatergenre), operetter og koncerter. Teatrets faste orkester er Madridregionens Orkester.
Den spanske radios orkester, RTVE Symfoniorkester, og kor har hjemme i Teatro Monumental. Andre spillesteder for klassisk musik er Fundación Juan March og Auditorio 400 (sidstnævnte ligger i Museo Reina Sofia).
Dansen chotis (i familie med den nordiske schottisch) er specielt populær i Madrid-området. Der indgår chotis-stykker i flere zarzuela-forestillinger, og dansen dyrkes også fortsat af borgere i byen.
Den vigtigste begivenhed for rock er den årlige festival Festimad, der har været afholdt siden 1994, som regel sidst i maj. Festivalen er en bred kulturfestival, men rockmusikken har en fremtrædende placering, og gennem årene har navne som Metallica, Rammstein, Muse, Linkin Park og Pearl Jam spillet på festivalen. Desuden spiller en række spanske navne på festivalen.
Året rundt kan man opleve koncerter og anden musikalsk optræden mange steder i byen, ikke mindst i det gamle bohemekvarter, Malasaña. Flamencoforestillinger kan også opleves forskellige steder i byen.

### Begivenheder
Ud over den ovenfor nævnte festival Festimad afholdes der en række andre kulturelle og folkelige festivaler i Madrid. En de mest kendte er San Isidro-festivalen, der afholdes i midten af maj. San Isidro-festivalen afholdes til ære for byens skytshelgen og omfatter en lang række arrangementer, heriblandt optog, tyrefægtning, dans (blandt andet chotis), og mange lokale deltagere bærer traditionelle beklædningsgenstande som parpusa (en speciel kasket) og safo (tørklæde båret om halsen).
Påsken er en af de vigtigste højtider i den katolske kirke, og den fejres i Madrid blandt andet med musik og store processioner, hvor kirkernes relikvier bæres rundt i byens gader. Processionerne finder sted på palmesøndag og askeonsdag, men især på de tre dage op til påskesøndag. Til påsken hører også forskellige specielle madretter, blandt andet torrijaer, en slags stegt og sukret brød, og soldatitos de Pavía, friturestegte torskestykker.
En af de nyeste tilbagevendende begivenheder i Madrid er Veranos de la Villa, der afholdes hvert år i juli og august. Den omfatter en række kulturgenrer, særligt musik og scenekunst, og finder sted flere steder i byen.

## Venskabsbyer
| - Abu Dhabi, Forenede Arabiske Emirater - Asunción, Paraguay - Beijing, Kina - Berlin, Tyskland - Bogotá, Colombia - Bordeaux, Frankrig - Bruxelles, Belgien - Budapest, Ungarn - Buenos Aires, Argentina - Caracas, Venezuela - Guatemala City, Guatemala - La Habana, Cuba - La Paz, Bolivia | - Lima, Peru - Lissabon, Portugal - Managua, Nicaragua - Manila, Filippinerne - Mexico City, Mexico - Montevideo, Uruguay - Moskva, Rusland - New York City, USA - Nouakchott, Mauretanien - Panama City, Panama - Paris, Frankrig - Quito, Ecuador - Prag, Tjekkiet | - Rabat, Marokko - Rio de Janeiro, Brasilien - Rom, Italien - San José, Costa Rica - San Juan, Puerto Rico - San Salvador, El Salvador - Santiago de Chile, Chile - Santo Domingo, Dominikanske Republik - Sarajevo, Bosnien og Herzegovina - Sofia, Bulgarien - Tegucigalpa, Honduras - Tripoli, Libyen - Warszawa, Polen |